# Edward Lister
Edward Julian Udny-Lister (né le 25 octobre 1949) est un conseiller spécial britannique, stratège politique et homme politique. Il est conseiller stratégique en chef du Premier ministre Boris Johnson du 24 juillet 2019 jusqu'à ce qu'il prenne le poste de chef de cabinet de Downing Street du 13 novembre 2020 au 1er janvier 2021 à titre intérimaire après le départ de Dominic Cummings, le conseiller en chef du Premier ministre. Il est auparavant maire adjoint de Londres sous Johnson entre 2011 et 2016, et chef du conseil de Wandsworth de 1992 à 2011.

## Jeunesse et éducation
Lister est né le 25 octobre 1949 de George et Margot Udny-Lister. Il fait ses études à la London Nautical School.

## Carrière

### Dans les affaires
Lister rejoint Mather et Platt Alarms en 1969 en tant que stagiaire et devient directeur commercial. En 1979, il rejoint Britannia Security en tant que directeur des ventes.
En 1987, il rejoint ADT Incendie & Sécurité, d'abord en tant que Directeur de Grands Projets, puis à partir de 1990 en tant que Directeur Général. ADT à cette époque est contrôlé et dirigé par Michael Ashcroft.
En 1997, ADT est acheté par Tyco. De 1997 à 2007, Lister est directeur des relations gouvernementales chez Tyco Fire & Security. Dans les premières années de cette période, Tyco est connu pour sa culture de gestion opérationnelle très exigeante et soucieuse des coûts, sous la direction de Dennis Kozlowski.

### Fonction publique
Lister est élu pour la première fois au Conseil de Wandsworth en 1976.
De 1992 à 2011, Lister est le leader du Wandsworth Council,. Son approche est considérée comme congruente avec le thatchérisme et il soutient l'adaptation de la politique aux conditions locales,.
LabourList qualifie Lister de « uber-privatiseur de droite » qui privatise le nettoyage des rues et la collecte des ordures, et vend des logements sociaux. Wandsworth est l'un des premiers conseils à prendre de telles mesures. Entre 2007 et 2010, seulement 11 % des logements « abordables » construits à Wandsworth sont à loyer social – le plus bas de tout Londres.
Lister est critiqué pour avoir défendu des banquiers et d'autres riches Londoniens, affirmant que ce serait "une très mauvaise nouvelle" pour Londres s'ils partaient. D'autres ont déclaré qu'il a fait de Wandsworth l'autorité locale la plus rentable du pays, avec la taxe municipale la plus basse du pays et les meilleures notes de satisfaction de ses résidents. En 2019, la taxe d'habitation de Wandsworth reste la plus faible du Royaume-Uni, ce que le conseil attribue à une maîtrise continue des coûts,.
De 2007 à 2019, Lister est directeur de Localis, un groupe de réflexion axé sur les questions de gouvernement local, et en particulier le localisme.
En 2008, Lister réalise un audit financier de l'hôtel de ville de Londres pour le maire Boris Johnson. En 2011, à la suite d la mort de Simon Milton Lister est nommé chef de cabinet et adjoint au maire pour la politique et la planification, à l'Autorité du Grand Londres, sous Boris Johnson, maire de Londres. Il sert jusqu'en 2016. L'un des domaines d'intérêt est la planification des infrastructures à long terme.
Après avoir quitté l'hôtel de ville, il est président de Homes England, et directeur non exécutif du Foreign and Commonwealth Office, notamment pendant la période où Boris Johnson est secrétaire d'État pour les affaires étrangères et le Commonwealth.
En août 2019, Lister démissionne de son poste chez Homes England afin de se concentrer sur son nouveau poste de conseiller stratégique en chef du Premier ministre Johnson . En plus d'une gestion opérationnelle détaillée,, Lister joue un rôle important dans certains aspects de la diplomatie du Brexit. 
Après l'annonce en novembre 2020 du départ de Dominic Cummings et Lee Cain de Downing Street, Lister est nommé par Johnson chef de cabinet par intérim de Downing Street. Dan Rosenfield lui succède en janvier 2021. En février, il devient l'envoyé spécial du Premier ministre dans le Golfe. En avril, il quitte ce poste et le gouvernement.
Lister est nommé Knight Bachelor dans le cadre des honneurs d'anniversaire de 2011, « pour services rendus au gouvernement local». Il est créé baron Udny-Lister le 6 novembre 2020 et prononce son premier discours le 19 mai 2021, sur le fait d'être conseiller, les avantages du Brexit et de travailler pour Boris Johnson.

## Vie privée
Lister épouse Eileen Elizabeth McHugh en 1979. ils ont un fils et une fille. Leur autre fils, Andrew, est décédé en 2011 en Thaïlande, apparemment d'une crise cardiaque.